# Pontus Farnerud
Hans Pontus Farnerud (Helsingborg, 4 giugno 1980) è un ex calciatore svedese, di ruolo centrocampista.
È fratello maggiore di Alexander Farnerud, anch'egli calciatore professionista.

## Carriera
Ha iniziato la sua carriera nel Landskrona BoIS, prima di passare al Monaco nel 1998. Nel 2003, si è trasferito allo Strasburgo, prima di tornare nuovamente al Monaco e ancora allo Strasburgo. Dal 2006 gioca in Portogallo, con lo Sporting.
Nel 2008 è stato prelevato dallo Stabæk, squadra di prima divisione norvegese, di cui è stato il capitano. Nel 2012 è rientrato in patria firmando con l'IFK Göteborg.
Nell'agosto 2014 torna a giocare, a livello amatoriale, nelle serie minori con la maglia del Glumslövs FF.

## Palmarès
- Campionato francese: 1

Monaco: 2000
- Supercoppa francese: 1

Monaco: 2000
- Coppa del Portogallo: 1

Sporting CP: 2006-2007
- Supercoppa di Portogallo: 1

Sporting CP: 2007
- Coppa di Svezia: 1

IFK Göteborg: 2012-13